# Hystricia amoena
Hystricia amoena là một loài ruồi trong họ Tachinidae.